# Le Destin d'Audrey
Le Destin d'Audrey (Audrey's Rain) est un téléfilm américain réalisé par Sam Pillsbury, et diffusé le 11 mai 2003 sur Hallmark Channel.

## Fiche technique
- Titre original : Audrey's Rain
- Réalisation : Sam Pillsbury
- Scénario : Kate Smith et Jennifer Smith
- Photographie : James W. Wrenn
- Musique : Stephen Edwards
- Genre : Drame
- Durée : 84 minutes
- Pays :  États-Unis

## Distribution
- Jean Smart (VF : Françoise Vallon) : Audrey Walker
- Richard Gilliland : Terry
- Angus T. Jones : Tye Powell
- Carol Kane (VF : Dorothée Jemma) : Missy Flanders
- Kathleen Wilhoite : Marguerite
- Rick Hall : Alfie
- Allison Barcott : Audrey jeune
- Kristina Malota : Charlotte
- Scout Taylor-Compton : Marguerite jeune